# Église Saint-Adolphe de Bruay-sur-l'Escaut
L'église Saint-Adolphe, dite aussi l'église de Thiers, est une des deux églises catholiques de la commune de Bruay-sur-l'Escaut dans le département du Nord. Elle dépend de la paroisse Saint-Jacques-en-Val-d'Escaut du diocèse de Cambrai. Elle est consacrée à saint Adolphe (ou saint Hadulphe), évêque de Cambrai.

## Histoire et description
L'église se trouve au beau milieu du quartier de Thiers, né au milieu du XIXe siècle au bord de la fosse Thiers (qui a commencé sa production en 1860) et de la fosse La Grange (à Raismes). Elle a été construite entre 1875 et 1877 par la Compagnie des mines d'Anzin, pour le service des mineurs et de leurs familles, l'État ne pouvant plus assumer de constructions d'églises. Elle est placée sous le vocable de saint Adolphe, nom d'un saint local et nom de baptême d'Adolphe Thiers (à l'époque des débuts président du conseil d'administration) à qui la fosse Thiers doit son nom. La Compagnie ne se contentait pas de construire (en plus d'ouvroirs, d'écoles et de dispensaires), elle entretenait aussi le culte et ses vicaires et curés. Elle construisit à cette époque quatre autres églises de mineurs dans la région : à Anzin, à Saint-Waast, à Arenberg et à La Sentinelle.
L'église Saint-Adolphe est construite en briques, en pierres de taille de la région et en ciment Portland de Boulogne-sur-Mer ; elle est de plan allongé à une seule nef sans transept, et se termine par une abside de forme rectangulaire servant de chœur. Le maître-autel est surplombé d'un vitrail représentant une Crucifixion, des petites statues sulpiciennes rythment les côtés. L'église est voûtée avec une charpente apparente. L'édifice s'inscrit d'un point de vue topologique dans la continuité de style des maisons du hameau construites par la Compagnie, mais tranche par ses dimensions et la hauteur de son clocher au-dessus de la façade. L'église est dynamitée par les Allemands le 17 octobre 1918, avant qu'ils ne quittent la région, provoquant l'écroulement du clocher et un soulèvement de la charpente de la nef. Elle est restaurée après la guerre, puis rendue au culte en octobre 1921. La fosse Thiers cesse de produire en 1955.
L'église Saint-Adolphe est la propriété des Houillères du bassin Nord et Pas-de-Calais jusqu'en 1982, date à laquelle la Compagnie la cède à l'association diocésaine de Cambrai. L'église est fermée au culte à l'été 2011 par la mairie, à cause de son état périlleux ; finalement, grâce aux subventions accordées par l'Unesco, et en partie à l'État et à la Région, à la Communauté d'Agglomération de Valenciennes-Métropole et à la ville à hauteur de 20 % du budget, elle est restaurée en 2013-2017, et rouvre aux fidèles le 3 décembre 2017,, pour la Sainte Barbe, patronne des mineurs. L'église est inscrite comme tout le site minier à la liste du patrimoine protégé de l'Unesco.
La messe dominicale anticipée y est célébrée un samedi sur deux à 18 heures 30. L'église sert aussi, en plus du culte, de salle d'événements culturels.